# Fire on Marzz
Fire on Marzz è il primo EP della cantante neozelandese Benee, pubblicato il 28 giugno 2019 sulle etichette Republic Records e Universal Music Group.

## Tracce
Testi e musiche di Stella Bennett e Josh Fountain, eccetto dove indicato.
1. Soaked – 4:00 (Stella Bennett, Josh Fountain, Djeisan Suskov)
2. Glitter – 3:00 (Stella Bennett, Josh Fountain, Jason Schoushkoff)
3. Wishful Thinking – 3:33
4. Afterlife – 3:56 (Stella Bennett, Josh Fountain, Jason Schoushkoff)
5. Evil Spider – 2:33 (Stella Bennett, Josh Fountain, Jason Schoushkoff)
6. Want Me Back – 3:54

## Formazione
- Benee – voce
- Josh Fountain – produzione, missaggio (traccia 1)
- Joe LaPorta – mastering
- David Wrench – missaggio (eccetto traccia 1)

## Classifiche

### Classifiche settimanali
| Classifica (2019) | Posizione massima |
| ----------------- | ----------------- |
| Australia         | 75                |
| Nuova Zelanda     | 13                |

### Classifiche di fine anno
| Classifica (2020) | Posizione |
| ----------------- | --------- |
| Nuova Zelanda     | 34        |